# گروه مالی استنفورد
گروه مالی استنفورد (انگلیسی: Stanford Financial Group) شرکت مدیریت ثروت آمریکایی بود که در سال ۱۹۳۲ تأسیس و در ۲۰۰۹ به دلیل کلاهبرداری منحل شد.